# Sitona longulus
Sitona longulus är en skalbaggsart som beskrevs av Leonard Gyllenhaal 1834. Sitona longulus ingår i släktet Sitona, och familjen vivlar. Arten har ej påträffats i Sverige.